# Esfera de coordinación

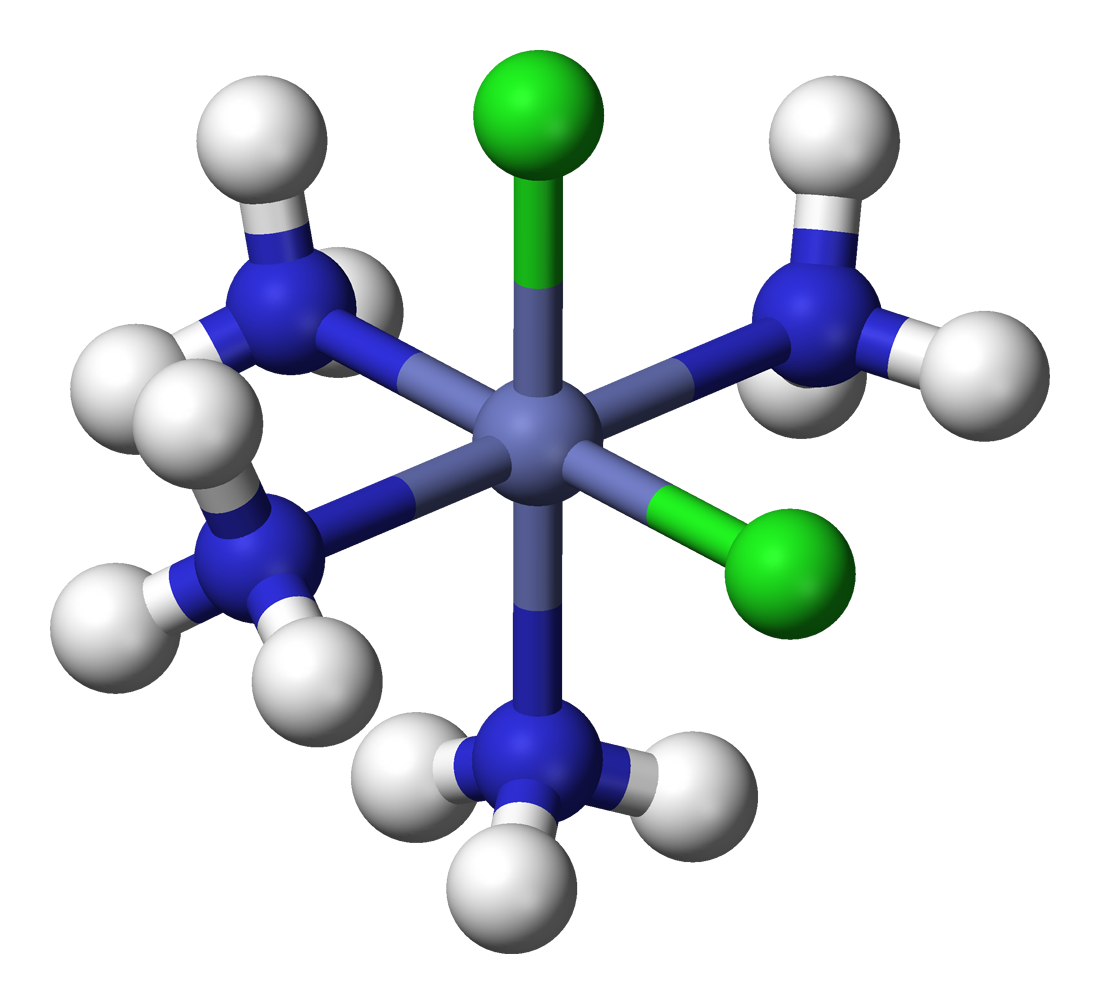
cis\-[CoCl2(NH3)4]+ Los grupos NH_{3} y Cl forman una esfera de coordinación alrededor del ion cobalto central.

En química de coordinación, la primera esfera de coordinación se refiere al conjunto de moléculas e iones (los ligandos) directamente unidos al átomo metálico central. La segunda esfera de coordinación está formada por moléculas e iones que se unen de diversas formas a la primera esfera de coordinación.

## Primera esfera de coordinación

El cloruro de hexamminecobalto(III), es una sal de un complejo de coordinación en el que seis ligandos de amonio ("amina") ocupan la primera esfera de coordinación del ion Co^{3+}.

La primera esfera de coordinación se refiere a las moléculas que están unidas directamente al metal. Las interacciones entre la primera y la segunda esfera de coordinación suelen consistir en enlaces de hidrógeno. En los complejos cargados, el emparejamiento de iones es importante.
En el cloruro de hexamminecobalto(III)  ([Co(NH3)6]Cl3), el catión cobalto más los 6 ligandos amonio forman la primera esfera de coordinación. Así pues, la esfera de coordinación de este ion está formada por un núcleo central MN6 "decorado" por 18 enlaces N-H que irradian hacia el exterior. 

## Segunda esfera de coordinación

En el FeSO_{4}.7H_{2}O cristalino, la primera esfera de coordinación del Fe^{2+} está formada por seis ligandos de agua. La segunda esfera de coordinación está formada por agua de cristalización y sulfato, que interaccionan con los centros [Fe(H_{2}O)_{6}^{2+}.

Los iones metálicos pueden describirse como formados por series de dos esferas de coordinación concéntricas, la primera y la segunda. A mayor distancia de la segunda esfera de coordinación, las moléculas de disolvente se comportan más como "disolvente a granel". La simulación de la segunda esfera de coordinación es de interés en química computacional. La segunda esfera de coordinación puede estar formada por iones (especialmente en complejos cargados), moléculas (especialmente las que tienen enlaces de hidrógeno con ligandos de la primera esfera de coordinación) y partes de la columna vertebral de un ligando. En comparación con la primera esfera de coordinación, la segunda influye menos directamente en la reactividad y las propiedades químicas del complejo metálico. No obstante, la segunda esfera de coordinación es relevante para comprender las reacciones del complejo metálico, incluidos los mecanismos de intercambio de ligandos y catálisis. 

### Papel en la catálisis
Los mecanismos de las metaloproteínas suelen invocar la modulación de la segunda esfera de coordinación por parte de la proteína.

### Papel en la química inorgánica mecanicista

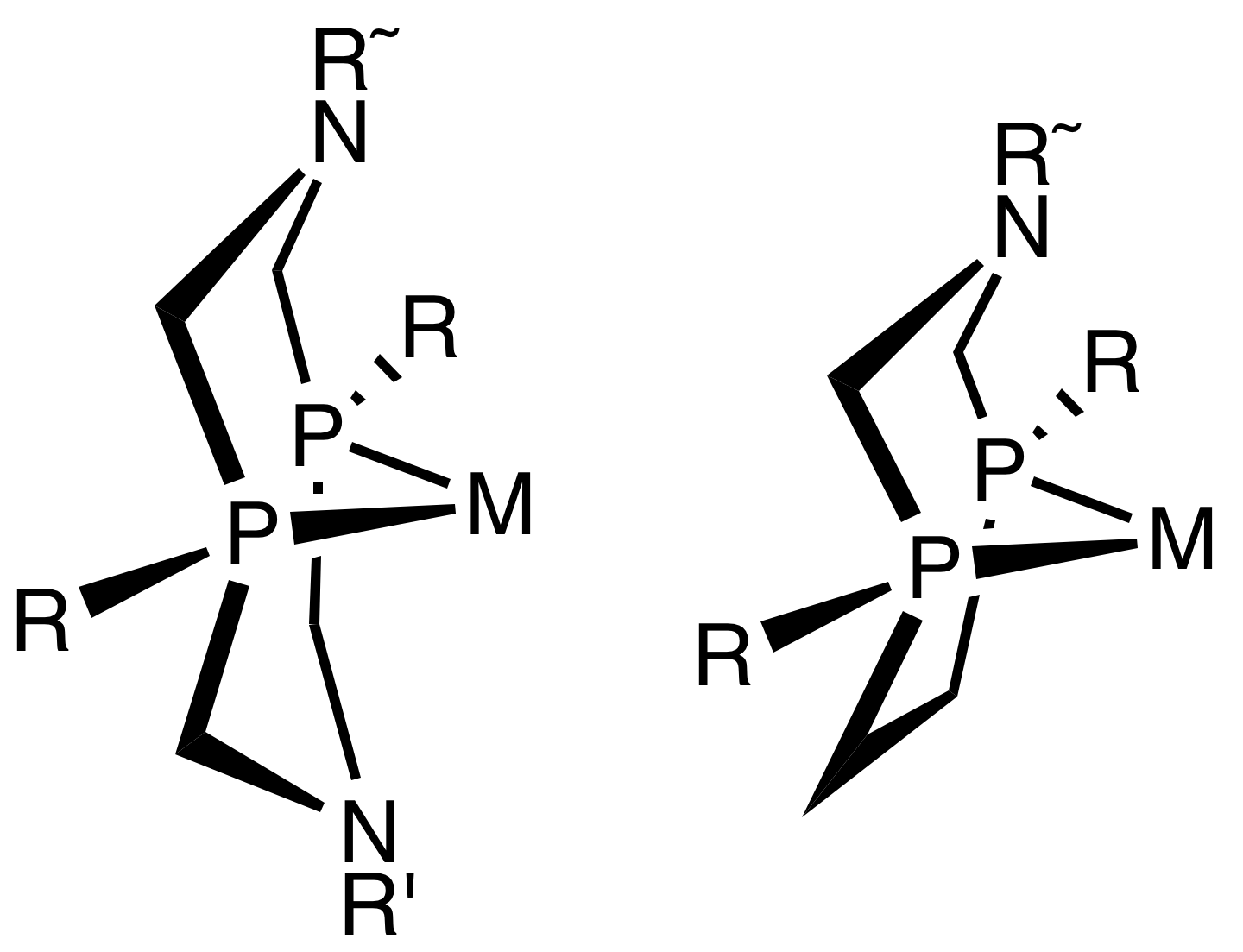
En los complejos metálicos de 1,5-diaza-3,7-difosfaciclooctanos y ligandos relacionados, los grupos amina ocupan la segunda esfera de coordinación.

La velocidad a la que los ligandos se intercambian entre la primera y la segunda esfera de coordinación es el primer paso en las reacciones de sustitución de ligandos. En la sustitución asociativa de ligandos, el nucleófilo entrante reside en la segunda esfera de coordinación. Estos efectos son relevantes para aplicaciones prácticas como los agentes de contraste utilizados en resonancia magnética.
La energética de las reacciones de transferencia de electrones de esfera interna se discute en términos de segunda esfera de coordinación. Algunas reacciones de transferencia de electrones acopladas a protones implican la transferencia de átomos entre las segundas esferas de coordinación de los reactivos:
[Fe*(H2O)6]2+  +  [Fe(H2O)5(OH)]2+  →   [Fe(H2O)6]3+  +  [Fe*(H2O)5(OH)]2+

### Papel en la espectroscopia
Los efectos de los disolventes sobre los colores y la estabilidad suelen atribuirse a cambios en la segunda esfera de coordinación. Estos efectos pueden ser pronunciados en complejos en los que los ligandos de la primera esfera de coordinación son fuertes donadores y aceptores de enlaces de hidrógeno, por ejemplo [Co(NH3)6]3+ y [Fe(CN)6]3−. respectivamente. Los éteres corona se unen a los complejos de poliamina a través de su segunda esfera de coordinación. Los cationes de poliamonio se unen a los centros de nitrógeno de los cianometalatos.

### Papel en la química supramolecular
Las moléculas macrocíclicas, como las ciclodextrinas, actúan a menudo como segunda esfera de coordinación para los complejos metálicos.

## Más información
- ¿Qué es un compuesto de coordinación? (en inglés)